# Palatua
Palatua era, nell'antica Roma, la dea che custodiva il Palatino.
Al culto della dea era preposto il flamine palatuale, che presiedeva la Palatualia, la sua festa celebrata il 21 aprile.
Il culto di Palatua andò diminuendo fino a scomparire con l'avvento dell'impero.